# Xavier Garcia Lopez
Xavier García López (Tàrrega, 10 de desembre de 1967- Tàrrega, 4 de maig de 2025) fou un escriptor català, activista cultural i estudiós d'autors de Tàrrega com Manuel de Pedrolo o Alfons Costafreda així com molts altres autors de la literatura catalana i castellana als quals va dedicar antologies i articles.
Poeta, articulista, músic, narrador, historiador, columnista, editor, bibliòfil, crític literari, coordinador literari, traductor, també comissari de la Sala Marsà de Tàrrega i tècnic de cultura a l'Ajuntament de Tàrrega.
Investigador del gènere musical del flamenc i de l'artista Camarón de la Isla. Preparava un llibre sobre la mirada en les lletres de cançons de flamenc i les cançons populars.
A banda de la seva coneguda afició per Georges Brassens, havia actuat amb el bateria Miquel Soldevila i havia fet col·laboracions musicals amb Carlos Miñarro, Xavier Reyes i Enric Santiago.
Com a treballador municipal a l'Ajuntament de Tàrrega, coordinava diverses col·leccions impulsades per la Regidoria de Cultura. Destaquen la Col·lecció Natan, que acumula 54 números d'estudis i producció literària d'autors locals. També va impulsar la sèrie Col·loquis a Thä, volums d'assaigs literaris en el marc de la programació de Sant Jordi. També coordinava les exposicions de la Sala Marsà, plataforma de promoció d'artistes de la ciutat. A més, va col·laborar en nombroses publicacions editades des de l'àrea de Cultura del consistori.

## Obra
- Autor del poema visual Zapping
- Autor de Background,[4] Pagès Editors, 1993
- Autor de Pedrolianes,[5] Ajuntament de Tàrrega, 1995
- Autor de Quaderns de Thä,[6] Pagès Editors, 1996
- Autor del llibret de poesia Senhal,[7] Ecolàlia, 1967
- Autor del postfaci de Doble o res,[8] Edicions 62, 1997
- Autor i editor del llibre Sense càrrec[9], Ajuntament de Tàrrega, 2008
- Autor i editor de Llibre de llibres Col·lecció local de llibres targarins,[10] 2012
- Autor i editor de Tàrrega, Ciutat del Mecanoscrit. Pedrolo pas a pas, mot a mot,[11] Ajuntament de Tàrrega, 2018
- Autor del catàleg Escriptors de pedra i ferro. Segles XII – XXI . Es tracta d'un inventari dels escriptors vinculats a Tàrrega des del segle XII en una revista en format de diari on es ressenyen una trentena d'autors de diversos estils i gèneres, tots desapareguts. Es tracta d'un compendi d'il·lustres targarins que va des de Pere Ferrer, que va escriure en llatí i va morir poc abans de néixer Ramon Llull. Altres exponents destacats són, per exemple, Moixé Natan, Antoni Bonastre, Alfons Costafreda, Francisco Carrasquer, Manuel de Pedrolo o Anton Sala - Cornadó fins a arribar a Eloi Castelló, targarí que s'especialitzà en traduccions de l'hongarès. També s'hi inclouen textos de matèries tècniques i científiques com és el cas de Cristóbal de Boleda, metge del segle XVIII. S'ha de subratllar la presència de l'única dona escriptora, Josefina Solsona, que conreà la narrativa infantil i juvenil durant la primera meitat del segle XX.[12] Són 900 anys d'història literària, complement a l'exposició que ell mateix va comissariar a la Sala Marsà de Tàrrega Compendi d'autors targarins. Escriptors de pedra i ferro. Segles XII – XXI, 2019[13]
- Autor de Epistolari de Manual de Pedrolo i d'Espona a Lluís Nicolau d'Olwer,[14] URTX: Revista cultural de l'Urgell, 2020.